# Cantó de Saint-Omer-Nord
El cantó de Saint-Omer-Nord és un cantó francès del departament del Pas de Calais, situat al districte de Saint-Omer. Té 8 municipis i part del de Saint-Omer.

## Municipis
- Houlle
- Clairmarais
- Moringhem
- Moulle
- Saint-Martin-au-Laërt
- Salperwick
- Serques
- Saint-Omer (part)
- Tilques

## Història
| Data d'elecció                           | Identitat            | Partit                      | Qualitat |
| ---------------------------------------- | -------------------- | --------------------------- | -------- |
| 1945-1964                                | Pierre Guillain      | divers gauche, després CNIP |          |
| 1964-1970                                | M. Stoven            | Divers droite               |          |
| 1970-1982                                | M. Lemaire           | PS                          |          |
| 1982-2008                                | Jean-Jacques Delvaux | RPR                         |          |
| 2008-                                    | Bertrand Petit       | PS                          |          |
| les dades anteriors no són pas conegudes |                      |                             |          |
|                                          |                      |                             |          |